# Gran turismo (automóvil)

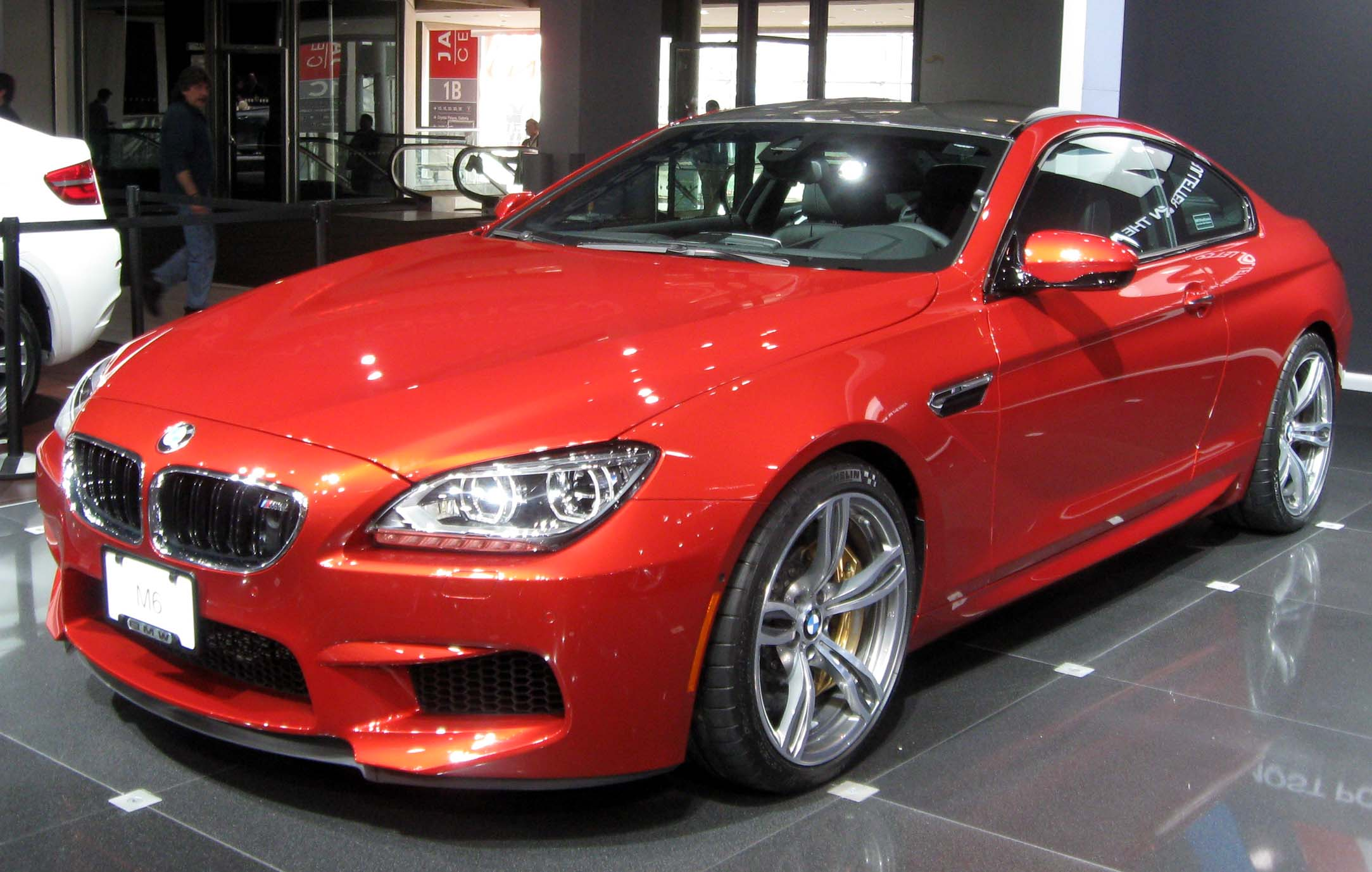
BMW M6, un automóvil de gran turismo.

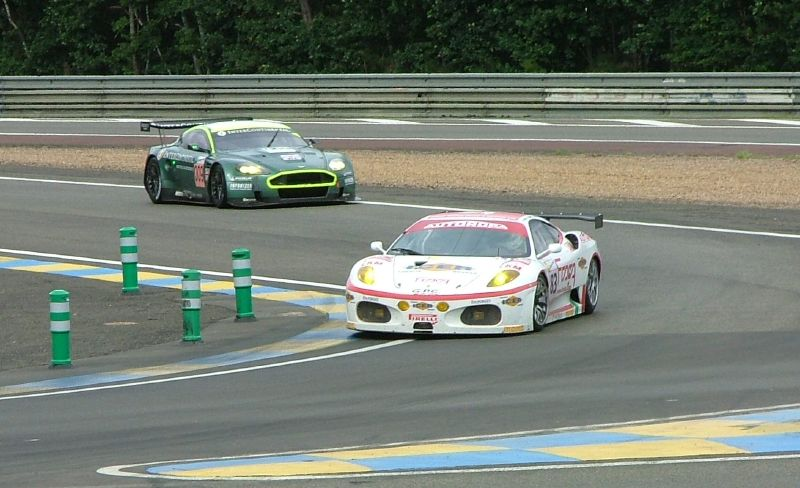
Un Aston Martin DBR9 persigue a un Ferrari F430 en las 24 Horas de Le Mans de 2007. Pese a no ser un gran turismo, el F430 participa en las carreras de esta modalidad.

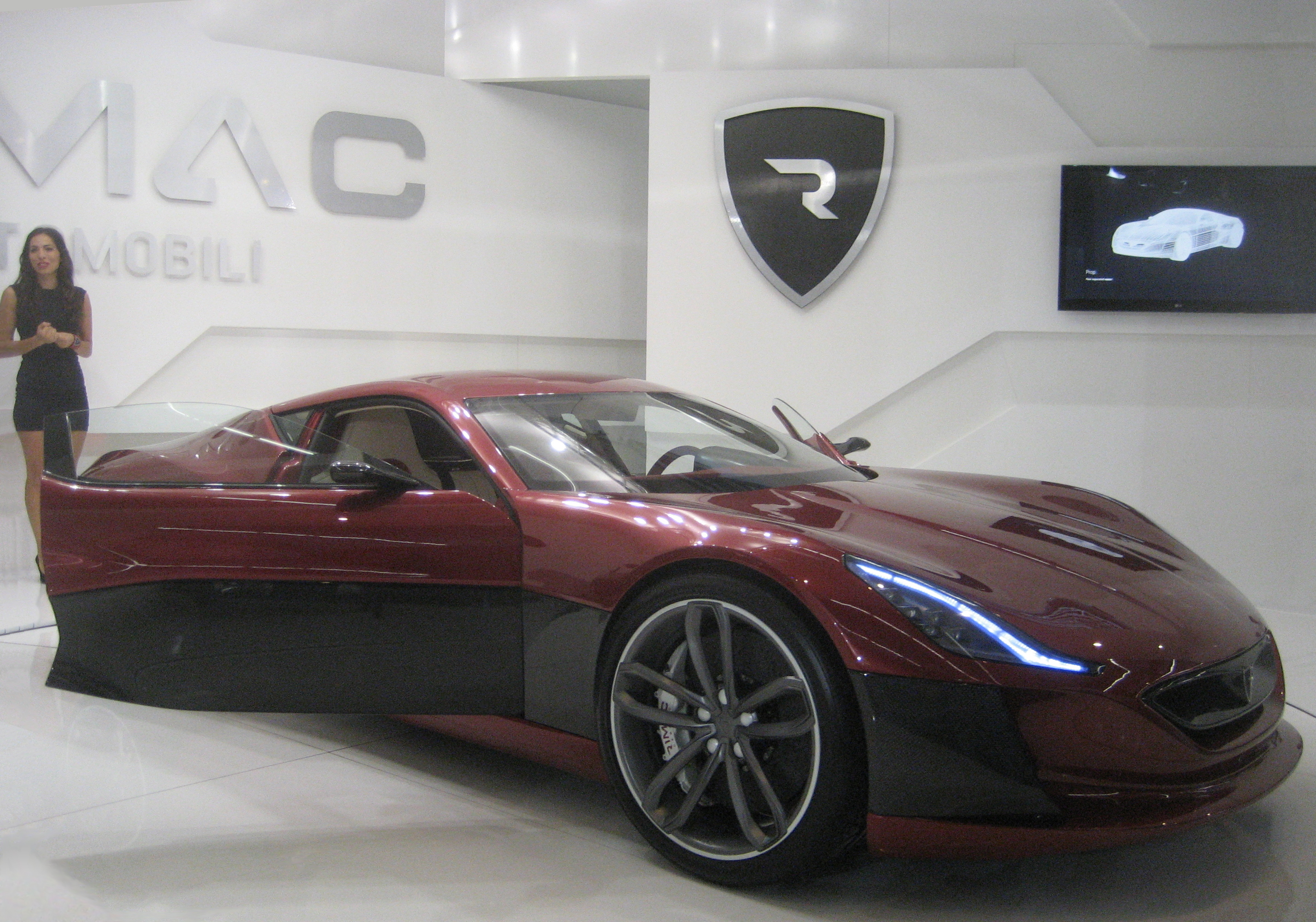
Rimac Concept One, un automóvil eléctrico de gran turismo.

El término gran turismo (GT) proviene del Grand Tour que se desarrolló desde el siglo XVII hasta la popularización del ferrocarril. La tradición de añadir las siglas GT al nombre de los automóviles proviene de Italia, donde numerosos fabricantes nacionales, como Alfa Romeo y Ferrari, empezaron a usar dichas siglas en algunos de sus modelos. En 1951, el Lancia Aurelia B20 GT fue uno de los primeros en apuntarse a esa moda.
Actualmente, se suele llamar "gran turismo" a los automóviles deportivos de cuatro plazas o 2+2, peso total relativamente alto, motor delantero central de gran potencia y distancia entre ejes grande. Vale remarcar que no siempre deben ser vehículos de dos plazas: muchos grandes coupé pueden tener solo dos butacas y ser auténticos GT, ya que su comportamiento así lo diagrama.
A diferencia de un superdeportivo, los GT están pensados para manejarlos tanto relajadamente como velozmente, por ejemplo en viajes largos.
Ejemplos de automóviles de gran turismo actuales son los Alfa Romeo GT, Maserati 3200 GT, McLaren GT, Nissan GT-R, Ferrari F12 berlinetta, Mercedes-AMG GT, BMW Serie 6, Jaguar XK, Maserati GranTurismo, Mercedes-Benz CL, Bentley Continental GT, Aston Martin DB9, Bentley Brooklands, Rolls-Royce Phantom Coupé y Aston Martin DBS, MG GT. En especial este último siendo un auto británico considerado un deportivo

## En automovilismo
Asimismo, se llama gran turismo a la variante del automovilismo de velocidad que se corre con automóviles deportivos de calle, incluso los que no cumplen con la definición del párrafo anterior.
Gran parte de las categorías de gran turismos usan el formato de carrera de resistencia, mientras que otras disputan carreras cortas, como es el caso del Open Internacional de GT, la mayoría de los principales campeonatos nacionales de gran turismos, y la monomarca Supercopa Porsche. También es habitual que los gran turismos compitan en simultáneo con sport prototipos.
Las 24 Horas de Le Mans es la carrera de gran turismos más importante del mundo. Forma parte del Campeonato Mundial de Resistencia, el principal certamen de la especialidad, donde también compiten sport prototipos.
El Campeonato Mundial de GT1 fue uno de los campeonatos mundiales reconocidos por la Federación Internacional del Automóvil. El certamen fue organizado por la Stéphane Ratel Organisation, responsable también de la Blancpain Endurance Series y varios campeonatos nacionales de gran turismos.
Y en el 2021 los turismos alemanes DTM cambió a una regulación basada en GT3 para atraer a más fabricantes a la serie. Gracias a esto, Ferrari, Lamborghini y McLaren llegaron en el DTM y Mercedes-Benz regresó después de 2 años de ausencia.
En América del Norte, han convivido varias categorías de gran turismos rivales a lo largo de la historia, tales como la Trans-Am, el Campeonato IMSA GT, la American Le Mans Series, la Rolex Sports Car Series y actualmente el United SportsCar Championship. Las principales carreras de resistencia de Estados Unidos son las 24 Horas de Daytona, las 12 Horas de Sebring y la Petit Le Mans.

## Variaciones de la sigla GT
La sigla GT tiene muchas variaciones:
- GTI, sigla de Gran Turismo Iniezione (del italiano Gran Turismo Inyección), utilizado por primera vez por la firma Maserati en 1961 para su modelo 3500 GTI. En 1975 la empresa alemana Volkswagen fue la primera producir en masa un vehículo GTI, se trataba del Golf GTI. Muchos fabricantes imitaron las siglas para sus hatchbacks con características deportivas, hasta que Volkswagen reclamó los derechos exclusivos de esas siglas.
- GTE o GT/E, sigla de Gran Turismo Iniezione Einspritzung (del alemán Gran Turismo Inyección).
- GTO, sigla de Gran Turismo Omologato (del italiano Gran Turismo Homologado), siglas que designaban los vehículos creados y homologados para la competición. Fue usado por primera vez por las firmas Ferrari y Pontiac.
- GTA, sigla de Gran Turismo Alleggerita (del italiano Gran Turismo Aligerado). También se ha usado por Ferrari para designar los Gran Turismo Automático.
- GTAm, sigla de Gran Turismo Alleggerita Modificato (del italiano Gran Turismo Aligerado y Modificado).
- GTV, sigla de Gran Turismo Veloce (del italiano Gran Turismo Veloz).
- GT-R, sigla de Gran Turismo Racing
- GTS, sigla de Gran Turismo Sport
- GTX, sigla de Gran Turismo Xtreme, el caso del Dodge GTX y el Plymouth GTX.